# جیمی شریزیه
جیمی شریزیه (به انگلیسی: Jimmy Chérizier) (زاده ۳۰ مارس ۱۹۷۷)، که با نام مستعار باربکیو نیز شناخته می‌شود، یک رهبر باند اهل هائیتی و افسر پلیس سابق است که رئیس نیروهای انقلابی خانواده جی ۹ و متحدان (متشکل از ۹ گروه تبهکار)، فدراسیونی متشکل از دوازده باند هائیتی مستقر در پورتو پرنس را تشکیل می‌دهد. اعتقاد بر این است که او مسئول قتل‌عام‌های گسترده در منطقه پورتو پرنس است. او دست داشتن در قتل‌عام را رد می‌کند و ادعا می‌کند که سازمان او یک نیروی نظامی انقلابی است. ایالات متحده تحریم‌هایی را علیه شریزیه و دو مقام ارشد دولت هائیتی اعمال کرد که ظاهراً تجهیزات پلیس، اسلحه و وسایل نقلیه را برای قتل‌عام فراهم کرده بودند. همچنین برخی از مردم هائیتی ادعا می‌کنند که رئیس‌جمهور وقت، جوونل موئیس، مسئول این قتل‌ها بوده و از باند شریزیه برای سرکوب مخالفان دولت استفاده می‌کند.
جیمی شریزیه علیه پلیس و سیاستمداران مخالفی که آنها را به تبانی با "بورژوازی متعفن" برای ترور موئیس متهم کرده، بپاخواسته و گفته که مردانش را به خیابان‌های هائیتی می‌کشاند. او در پیامی ویدئویی درحالی‌که لباس نظامی به تن داشت و در مقابل پرچم هائیتی نشسته بود، گفت: این توطئه ملی و بین‌المللی علیه مردم هائیتی است. ما به تمامی پایگاه‌های خود می‌گوییم که بسیج باشند و برای روشن شدن ترور رئیس‌جمهوری به خیابان‌ها بیایند.